# Йорншьолдсвик
Йорншьолдсвик (на шведски: Örnsköldsvik, кратко местно название Йовик) е град в източна Швеция, лен Вестернорланд. Главен административен център на едноименната община Йорншьолдсвик. Разположен е на брега на Ботническия залив. Намира се на около 450 km на североизток от централната част на столицата Стокхолм и на около 120 km на североизток от главния град на лена Сундсвал. Получава статут на търговски град (на шведски шьопинг) през 1842 г., а статут на град през 1894 г. Има крайна жп гара, летище и пристанище. Населението на града е 28 991 жители според данни от преброяването през 2010 г.